# Jude Monye
Jude Monye, nigerijski atlet, * 16. november 1973.
Nastopil je na poletnih olimpijskih igrah leta 2000, ko je osvojil zlato medaljo v štafeti 4x400 m.